# سباق الطريق للشابات في بطولة العالم لسباق الدراجات على الطريق 2019
سباق الطريق المداري للشابات في بطولة العالم لسباق الدراجات على الطريق 2019 هو سباق دراجات هوائية، وهو الموسم رقم 33 من السباق، وأقيم في 27 سبتمبر 2019، وامتدّ لمسافة 86 كيلومتر، وهو أحد سباقات بطولة العالم لسباق الدراجات على الطريق 2019، وقد شارك في السباق  95 متسابقاً.
فاز فيه بالمركز الأول  Megan Jastrab ‏، وبالمركز الثاني  Julie De Wilde ‏، وبالمركز الثالث  Lieke Nooijen ‏.

## الفرق
| فرق وطنية (33)- فريق بلجيكا لركوب الدراجات للرجال 2019 ‏ - فريق البرازيل لركوب الدراجات للرجال 2019‏ - فريق كندا لركوب الدراجات للرجال 2019‏ - فريق تشيلي لركوب الدراجات للرجال 2019‏ - فريق كولومبيا لركوب الدراجات للرجال 2019‏ - فريق التشيك لركوب الدراجات للرجال 2019‏ - فريق الدنمارك لركوب الدراجات للرجال 2019 ‏ - فريق إسبانيا لركوب الدراجات للرجال 2019 ‏ - فريق فرنسا لركوب الدراجات للرجال 2019 ‏ - فريق المملكة المتحدة لركوب الدراجات للرجال 2019 ‏ - فريق ألمانيا لركوب الدراجات للرجال 2019‏ - فريق المجر لركوب الدراجات للرجال 2019‏ - فريق جمهورية أيرلندا لركوب الدراجات للرجال 2019‏ - فريق إيطاليا لركوب الدراجات للرجال 2019 ‏ - فريق اليابان لركوب الدراجات للرجال 2019‏ - فريق كازاخستان لركوب الدراجات للرجال 2019 ‏ - منتخب لاتفيا لركوب الدراجات للرجال 2019‏ - فريق ليتوانيا لركوب الدراجات للرجال 2019‏ - فريق لوكسمبورغ لركوب الدراجات 2019‏ - فريق المكسيك لركوب الدراجات للرجال 2019‏ - فريق هولندا لركوب الدراجات للرجال 2019 ‏ - فريق النرويج لركوب الدراجات للرجال 2019 ‏ - فريق نيوزيلندا لركوب الدراجات 2019‏ - فريق بولندا لركوب الدراجات 2019 ‏ - فريق البرتغال لركوب الدراجات للرجال 2019 ‏ - فريق جنوب أفريقيا لركوب الدراجات للرجال 2019‏ - فريق روسيا لسباق الدراجات للسيدات تحت 19 سنة‏ - فريق سلوفينيا لركوب الدراجات للرجال 2019‏ - فريق سويسرا لركوب الدراجات 2019 ‏ - فريق سلوفاكيا لركوب الدراجات 2019‏ - فريق السويد لركوب الدراجات للرجال 2019‏ - فريق أوكرانيا لسباق الدراجات على الطريق للرجال 2019‏ - فريق الولايات المتحدة لسباق الدراجات الهوائية للرجال 2019 ‏ |  |
| |  |

## التصنيف العام النهائي
| \| التصنيف العام \| التصنيف العام \| التصنيف العام \| التصنيف العام \| التصنيف العام \| \| العداء \| العداء \| الفريق \| الوقت \| \| \| ------------- \| --------------------------------- \| ---------------------------------------------------------------------- \| ------------- \| ------------- \| \| 1 \| Megan Jastrab [الإنجليزية]‏ \| فريق الولايات المتحدة لسباق الدراجات الهوائية للرجال 2019 [الإنجليزية]‏ \| 2 س 08 د 00 ث \| \| \| 2 \| Julie De Wilde [الإنجليزية]‏ \| فريق بلجيكا لركوب الدراجات للرجال 2019 [لغات أخرى]‏ \| + 0 ث \| \| \| 3 \| Lieke Nooijen [الإنجليزية]‏ \| فريق هولندا لركوب الدراجات للرجال 2019 [لغات أخرى]‏ \| + 0 ث \| \| \| 4 \| Aigul Gareeva [الإنجليزية]‏ \| فريق روسيا لركوب الدراجات 2019 [لغات أخرى]‏ \| + 0 ث \| \| \| 5 \| Elynor Bäckstedt [الإنجليزية]‏ \| فريق المملكة المتحدة لركوب الدراجات للرجال 2019 [لغات أخرى]‏ \| + 0 ث \| \| \| 6 \| Noemi Rüegg [الإنجليزية]‏ \| فريق سويسرا لركوب الدراجات 2019 [لغات أخرى]‏ \| + 0 ث \| \| \| 7 \| Blanka Vas [الإنجليزية]‏ \| فريق المجر لركوب الدراجات للرجال 2019‏ \| + 0 ث \| \| \| 8 \| Léa Curinier [الإنجليزية]‏ \| فريق فرنسا لركوب الدراجات للرجال 2019 [لغات أخرى]‏ \| + 0 ث \| \| \| 9 \| Silje Mathisen [الإنجليزية]‏ \| فريق النرويج لركوب الدراجات للرجال 2019 [لغات أخرى]‏ \| + 0 ث \| \| \| 10 \| Magdeleine Vallieres [الإنجليزية]‏ \| فريق كندا لسباق الدراجات للسيدات تحت 19 سنة‏ \| + 0 ث \| \| |                       |                                                            |               |  |
| |                       |                                                            |               |  |
| مصدر: ProCyclingStats |                       |                                                            |               |  |
| التصنيف العام |                       |                                                            |               |  |
| العداء | العداء                | الفريق                                                     | الوقت         |  |
| 1 | Megan Jastrab ‏        | فريق الولايات المتحدة لسباق الدراجات الهوائية للرجال 2019 ‏ | 2 س 08 د 00 ث |  |
| 2 | Julie De Wilde ‏       | فريق بلجيكا لركوب الدراجات للرجال 2019 ‏                    | + 0 ث         |  |
| 3 | Lieke Nooijen ‏        | فريق هولندا لركوب الدراجات للرجال 2019 ‏                    | + 0 ث         |  |
| 4 | Aigul Gareeva ‏        | فريق روسيا لركوب الدراجات 2019 ‏                            | + 0 ث         |  |
| 5 | Elynor Bäckstedt ‏     | فريق المملكة المتحدة لركوب الدراجات للرجال 2019 ‏           | + 0 ث         |  |
| 6 | Noemi Rüegg ‏          | فريق سويسرا لركوب الدراجات 2019 ‏                           | + 0 ث         |  |
| 7 | Blanka Vas ‏           | فريق المجر لركوب الدراجات للرجال 2019‏                      | + 0 ث         |  |
| 8 | Léa Curinier ‏         | فريق فرنسا لركوب الدراجات للرجال 2019 ‏                     | + 0 ث         |  |
| 9 | Silje Mathisen ‏       | فريق النرويج لركوب الدراجات للرجال 2019 ‏                   | + 0 ث         |  |
| 10 | Magdeleine Vallieres ‏ | فريق كندا لسباق الدراجات للسيدات تحت 19 سنة‏                | + 0 ث         |  |

## وصلات خارجية
- الموقع الرسمي
- لمحة عن سباق سباق الطريق للشابات في بطولة العالم لسباق الدراجات على الطريق 2019 على موقع  ProCyclingStats   (برو  سايكلنج  ستاتس) - إحصاءات  محترفي  الدراجات.
- سباق الطريق للشابات في بطولة العالم لسباق الدراجات على الطريق 2019 على موقع إحصائيات الدراجات الإحترافية (الإنجليزية)